# Cepivo OMR
Cepivo OMR je kombinirano cepivo proti ošpicam, mumpsu in rdečkam. Cepivo vsebuje žive oslabljene viruse in se daje z injiciranjem; virusi so toliko oslabljeni, da pri zdravih osebah ne morejo povzročiti bolezni.
Prvo cepivo proti ošpicam so razvili leta 1963, leta 1968 pa je bilo odobreno za uporabo. Proti mumpsu in rdečkam je bilo cepivo na voljo leta 1967 oziroma 1969. Leta 1971 so razvili kombinirano cepivo proti vsem trem boleznim (cepivo ORM); prvi ga je razvil Maurice Hilleman.
Cepivo OMR je običajno del programa cepljenja otrok, pri čemer otroci prejmejo prvi odmerek okoli enega leta starosti, drugi odmerek pa pred vstopom v šolo. Drugi odmerek je potreben, da pride do razvoja imunosti pri sicer majhnem deležu posameznikov (2–5 %), ki po prvem odmerku niso razvili dovoljšnje imunosti proti ošpicam.
V Sloveniji je cepljenje obvezno za otroke v starosti 15 mesecev in v sedmem letu starosti.

## Varnost
Neželeni učinki, ki so le redko resni, se lahko pojavijo zaradi vsake od komponent cepiva OMR. Pogosti blagi neželeni učinki so rdečina na mestu vboda, zmerno povišana telesna temperatura, bolečina na mestu vboda, oteklina obušesne slinavke, izpuščaj, razdražljivost, neješčnost in nespečnost. Med zmerne neželene učinke spadajo visoka telesna temperatura, višja od 40,5 °C, in krči po telesu. Resni neželeni učinki so zelo redki in zajemajo resno alergično reakcijo (manj kot pri eni osebi na 10.000 odmerkov) in negnojni (serozni) meningitis.

### Povezava z avtizmom
Leta 1998 je Andrew Wakefield s sodelavci objavil članek o dvanajstih otrocih, ki so kmalu po cepljenju s cepivom OMR razvili prebavne težave ter simptome avtizma ali drugih motenj. Članek se je izkazal za goljufijo. Znanstvena revija The Lancet, ki je objavila članek, ga je po ugotovitvi o njegovi neverodostojnosti", umaknila. Britanski medicinski vestnik British Medical Journal je raziskavo leta 2011 javno razglasil za goljufijo Kasneje so izvedli več raziskav, vendar nobena ni dokazala povezave med cepljenjem in pojavom avtizma.

## Cepivo OMRN
Cepivo OMRN je kombinirano cepivo proti ošpicam, mumpsu, rdečkam in noricam.